# Nordmark (Filipstad)
Nordmark is een plaats in de gemeente Filipstad in het landschap Värmland en de provincie Värmlands län in Zweden. De plaats heeft 234 inwoners (2005) en een oppervlakte van 164 hectare.

## Verkeer en vervoer
Bij de plaats loopt de Länsväg 246.